# Glenea licenti
Glenea licenti là một loài bọ cánh cứng trong họ Cerambycidae.